# Danh sách trận chung kết UEFA Conference League
UEFA Conference League, trước đây gọi là UEFA Europa Conference League, là một giải đấu bóng đá thường niên ra đời vào năm 2021, được Liên đoàn bóng đá châu Âu (UEFA) thành lập nhằm tạo cơ hội tham dự vòng bảng của các giải đấu cấp châu lục cho ít nhất 34 liên đoàn quốc gia thành viên. Đây là giải hạng ba trong hệ thống bóng đá châu Âu sau UEFA Champions League và UEFA Europa League. Đội vô địch sẽ tự động giành suất dự Europa League mùa giải kế tiếp, trừ phi họ đã đủ điều kiện góp mặt tại Champions League thông qua thành tích ở giải quốc nội. Về thể thức thi đấu, giải bao gồm giai đoạn vòng bảng với 36 đội, kế đến là vòng loại trực tiếp với 24 đội. Các trận cầu ở vòng loại trực tiếp được tổ chức theo thể thức hai lượt, riêng trận chung kết diễn ra tại một địa điểm trung lập.
UEFA Conference League được đề xướng vào năm 2018 và khai cuộc vào năm 2021. UEFA đã lập ra giải đấu này nhằm mục đích tạo cơ hội thi đấu ở cấp độ châu Âu cho nhiều câu lạc bộ hơn, đồng thời tăng cường tính đại diện cho các liên đoàn vốn không có đủ điều kiện tham dự vòng bảng của Champions League hay Europa League. Dựa theo hệ số UEFA, các quốc gia xếp hạng từ 16 đến 50 có ba suất tham dự, các quốc gia xếp hạng từ 6 đến 15 và 51 đến 55 có hai suất tham dự, cũng như các quốc gia xếp hạng từ 1 đến 5 có một suất tham dự.
Roma đã giành chiến thắng ở mùa giải đầu tiên với tỷ số 1–0 trong trận chung kết năm 2022 trước Feyenoord. Chelsea là nhà đương kim vô địch; họ đã đánh bại Real Betis với tỷ số 4–1 trong trận chung kết năm 2025. Fiorentina là đội bóng đầu tiên tham dự nhiều hơn một trận chung kết và cũng là đội đầu tiên thất bại ở nhiều trận chung kết. Quốc gia thành công nhất tại các trận chung kết là Anh với hai đội vô địch, theo sau là Hy Lạp và Ý với mỗi nước có một đội vô địch.

## Danh sách trận chung kết

### Các trận chung kết đã diễn ra
| dagger | Trận đấu kết thúc trong thời gian hiệp phụ |

| Mùa giải | Quốc gia | Vô địch         | Tỷ số | Á quân     | Quốc gia    | Địa điểm                                                    | Khán giả | Nguồn  |
| -------- | -------- | --------------- | ----- | ---------- | ----------- | ----------------------------------------------------------- | -------- | ------ |
| 2021–22  | Ý        | Roma            | 1–0   | Feyenoord  | Hà Lan      | Arena Kombëtare, Tirana, Albania                            | 19.597   | [ 6 ]  |
| 2022–23  | Anh      | West Ham United | 2–1   | Fiorentina | Ý           | Fortuna Arena, Praha, Fortuna Arena, Prague, Czech Republic | 17.363   | [ 9 ]  |
| 2023–24  | Hy Lạp   | Olympiacos      | 1–0   | Fiorentina | Ý           | Sân vận động Agia Sophia, Athens, Hy Lạp                    | 26.842   | [ 10 ] |
| 2024–25  | Anh      | Chelsea         | 4–1   | Real Betis | Tây Ban Nha | Sân vận động Wrocław, Wrocław, Ba Lan                       | 39.754   | [ 7 ]  |

### Các trận chung kết sắp tới
| Mùa giải | Địa điểm                                    | Nguồn  |
| -------- | ------------------------------------------- | ------ |
| 2025–26  | Red Bull Arena, Leipzig, Đức                | [ 11 ] |
| 2026–27  | Sân vận động Beşiktaş, Istanbul, Thổ Nhĩ Kỳ | [ 11 ] |

## Thành tích

### Theo câu lạc bộ
| Câu lạc bộ      | Số lần vô địch | Số lần á quân | Năm vô địch | Năm á quân |
| --------------- | -------------- | ------------- | ----------- | ---------- |
| Roma            | 1              | 0             | 2022        | —          |
| West Ham United | 1              | 0             | 2023        | —          |
| Olympiacos      | 1              | 0             | 2024        | —          |
| Chelsea         | 1              | 0             | 2025        | —          |
| Fiorentina      | 0              | 2             | —           | 2023, 2024 |
| Feyenoord       | 0              | 1             | —           | 2022       |
| Real Betis      | 0              | 1             | —           | 2025       |

### Theo quốc gia
| Quốc gia    | Số lần vô địch | Số lần á quân | Tổng cộng |
| ----------- | -------------- | ------------- | --------- |
| Anh         | 2              | 0             | 2         |
| Ý           | 1              | 2             | 3         |
| Hy Lạp      | 1              | 0             | 1         |
| Hà Lan      | 0              | 1             | 1         |
| Tây Ban Nha | 0              | 1             | 1         |